# Trattato sulla creazione dell'URSS
Il trattato sulla creazione dell'URSS (in russo Договор об образовании СССР?, Dogovor ob obrazovannii SSSR; in ucraino Договір про утворення СРСР?, Dohovir pro utvorennja SRSR) sancì ufficialmente la creazione dell'Unione Sovietica. Con tale documento, venne legalizzata de jure l'unione delle repubbliche sovietiche esistenti sin dal 1919 e nacque un nuovo governo federale centralizzato (formato dal Congresso dei Soviet e dal Comitato esecutivo centrale, aventi la funzione legislativa, e dal Consiglio dei commissari del popolo, avente il ruolo esecutivo), in cui i compiti chiave erano centralizzati a Mosca.
Il Trattato, assieme alla Dichiarazione della creazione dell'URSS, venne approvato da una conferenza di delegazioni provenienti dalla RSFS Russa, dalla RSFS Transcaucasica, dalla RSS Ucraina e dalla RSS Bielorussa. Il Trattato e la Dichiarazione furono confermati dal I Congresso dei Soviet dell'Unione Sovietica e firmati dai capi delle delegazioni – Michail Kalinin, Michail Cchakaja, Michail Frunze e Grigorij Petrovskij, Aleksandr Červjakov rispettivamente il 30 dicembre 1922. Il trattato garantiva la flessibilità nell'ammissione di nuovi membri.
L'8 dicembre 1991 i presidenti delle repubbliche sovietiche di Russia, Ucraina e Bielorussia firmarono l'accordo di Belaveža, secondo il quale veniva dichiarata la dissoluzione dell'Unione Sovietica da parte dei suoi Stati fondatori e la nascita della Comunità degli Stati Indipendenti. Il 10 dicembre l'accordo venne ratificato dai parlamenti dell'Ucraina e della Bielorussia, quindi dal parlamento russo il 12 dicembre.
Il 26 dicembre 1991 l'Unione Sovietica venne sciolta dal Soviet delle Nazionalità, una delle due componenti del Soviet Supremo, mentre l'altra, il Soviet dell'Unione, non raggiunse il quorum di membri presenti.

## Cause del trattato
Il Trattato è stato il risultato di numerosi conflitti politici interni al Partito bolscevico e ai governi all'interno dell'Unione. Inizialmente Vladimir Lenin non voleva che la rivoluzione d'ottobre si sarebbe dovuta fermare ai confini russi, visione condivisa da Lev Trockij e dai suoi seguaci sostenitori di una futura rivoluzione mondiale. Tuttavia, quando l'Armata rossa raggiunse gli ex confini nazionali interni e stranieri, necessitò di un pretesto per attraversarli. Uno di questi fu la creazione di un governo alternativo, una Repubblica sovietica, che avrebbe assunto l'autorità una volta che l'Armata rossa avrebbe poi cacciato il governo preesistente. Questo avvenne per l'Ucraina, la Georgia, l'Armenia e l'Azerbaijan mentre fallì per le campagne nei Paesi baltici e in Polonia. In alternativa, il governo avrebbe utilizzato la presenza di una minoranza per minare l'esercito locale (come avvenne per la fondazione della Repubblica Socialista Tatara e di Baschiria), e dove non vi fosse stata una minoranza nazionale avrebbe fondato un governo basato sulla posizione geografica (Repubblica dell'Estremo Oriente e Turkestan)
Tuttavia, il fallimento dell'Armata rossa nella campagna polacca portò Trockij a mettere da parte i propri piani di rivoluzione mondiale. Nello stesso momento, la crescente figura di Iosif Stalin perseguiva l'idea del socialismo in un solo paese. Lenin stesso vide la creazione delle repubbliche nazionali come una parte permanente in linea con le sue politiche di korenizacija. Nella primavera del 1922, Lenin iniziò a soffrire per il suo primo ictus e Stalin, ancora membro del Commissariato del popolo per le nazionalità, ottenne un nuovo incarico ufficiale come Segretario generale del PCUS.
Stalin sosteneva che una volta terminata la guerra civile e sostituito il comunismo di guerra con la Nuova politica economica, sarebbe stato necessario un paese il cui fondamento legale de jure sarebbe combaciato con quello de facto, e la riorganizzazione dello stato bolscevico in una singola entità sovrana. Ciò avrebbe incluso la liquidazione dei molti governi sovietici frammentati e la restaurazione del potere supremo a Mosca.
Questa linea andava direttamente in conflitto con entrambi i fautori della korenizacija e alcuni dei governi locali, soprattutto in Ucraina (con l'opposizione di Christian Rakovskij) e in Georgia (con l'affare georgiano). Perciò il trattato può essere interpretato come un compromesso tra i differenti gruppi all'interno dei bolscevichi, per soddisfare le aspirazioni delle grandi minoranze così come per consentire una potenziale espansione e la creazione di un governo federale le cui funzioni principali sarebbero state nelle mani di Mosca.

### Lista dei trattati precedenti
- 30 settembre 1920, Trattato dell'unione militare ed economica (RSFS Russa e RSS Azera)
- 28 dicembre 1920, Trattato dell'unione dei contadini e degli operai (RSFS Russa e RSS Ucraina)
- 16 gennaio 1921, Trattato dell'unione dei contadini e degli operai (RSFS Russa e RSS Bielorussa)

## Contenuto

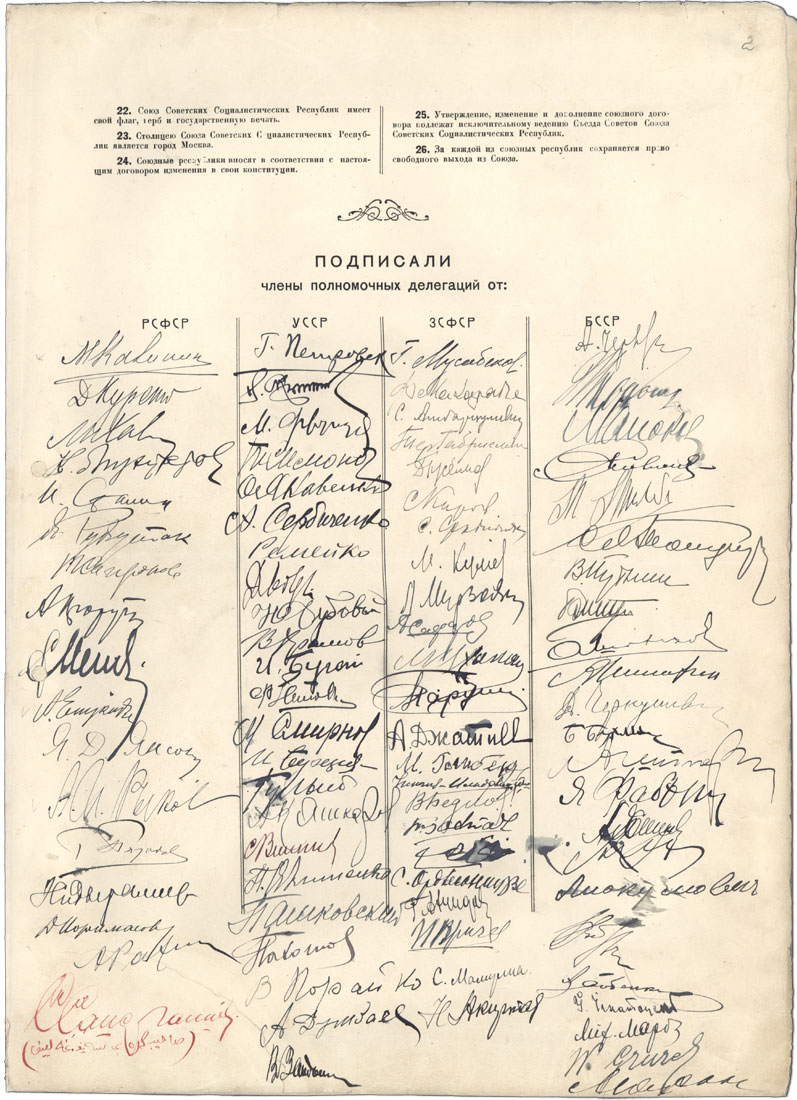
Dichiarazione e Trattato sulla creazione dell'URSS, 1922, pagina 3 (con firme)

Il documento originale includeva una pagina di copertina, la dichiarazione, il trattato (contenente la prefazione e 26 articoli) e le firme delle delegazioni.
Nella pagina di copertina, il titolo Unione delle Repubbliche Socialiste Sovietiche era riportato in russo, francese, inglese e tedesco, come anche la dicitura Trattato sulla formazione dell'Unione delle Repubbliche Socialiste Sovietiche. Inoltre, mostrava l'emblema originale di Stato dell'URSS.
La dichiarazione venne scritta come una riflessione sulle relazioni internazionali contemporanee e sulla necessità del trattato. Secondo il testo, vi erano due campi distinti, uno capitalista sfruttatore, colonialista, sciovinista, con discriminazioni e disuguaglianze sociali, ed uno socialista libero con fiducia mutuale, pace, cooperazione internazionale e solidarietà. Il primo avrebbe dovuto distruggere l'altro, ma a causa dell'ideale di bene comune su cui è basato il secondo, il primo aveva fallito.
La dichiarazione continuava elencando tre fattori secondo i quali l'Unione era un passo necessario. Innanzitutto, le conseguenze della guerra civile avevano portato al collasso le economie delle repubbliche, e la ricostruzione secondo il nuovo modello socialista sarebbe stato difficile senza una più stretta cooperazione economica. In secondo luogo, le minacce straniere continuavano a profilarsi sulla sfera socialista, e la sua sovranità richiedeva un'alleanza difensiva. Infine, il fattore ideologico portava a rendere internazionalista la natura del regime sovietico e spingeva la classe lavoratrice ad unirsi in una sola famiglia socialista. Questi tre fattori giustificarono l'unione in un singolo stato che avrebbe garantito prosperità, sicurezza e sviluppo.
Alla fine, la dichiarazione specificava che la risultante Unione delle Repubbliche Socialiste Sovietiche sarebbe stata creata per il libero volere dei popoli, avrebbe basato i suoi obiettivi seguendo gli ideali della rivoluzione d'ottobre, che ciascuna repubblica socialista avrebbe avuto il diritto di aderire e lasciare l'Unione liberamente, accennando inoltre alla politica estera sovietica dell'irredentismo socialista (vedi rivoluzione mondiale). La dichiarazione finiva affermando che il trattato sarebbe stato "un passo decisivo sulla via dell'unificazione di tutti i lavoratori in una Repubblica Socialista Sovietica Mondiale".
Dopo la dichiarazione, vi era il vero e proprio trattato costituito da una prefazione e 26 articoli.
- Nella prefazione veniva specificata che la RSFS Russa, la RSS Ucraina, la RSS Bielorussa e la RSFS Transcaucasica (comprendente la Georgia, l'Azerbaijan e l'Armenia), agendo con libero arbitrio, erano favorevoli ad unirsi in una singola Unione delle Repubbliche Socialiste Sovietiche governata in base agli articoli elencati nel trattato.
- L'articolo 1 elencava le competenze delle responsabilità che le autorità dell'Unione avrebbero avuto. Ciò includeva tutti gli affari esteri, i trattati internazionali, le modificazioni dei confini esterni, l'espansione dell'Unione tramite l'accettazione di nuove repubbliche, le dichiarazioni di guerra e pace, il commercio estero ed interno, l'autorità sullo sviluppo economico, la creazione di un singolo servizio postale e di trasporti, le forze armate, la migrazione interna, la creazione di una singola magistratura, un singolo servizio sanitario ed educativo come anche l'unificazione di tutte le unità di misura. Tutto questo sarebbe stato controllato direttamente dall'autorità dell'Unione. Inoltre, la clausola finale affermava esplicitamente che le autorità dell'Unione avrebbero potuto rovesciare gli atti delle autorità di tutte le Repubbliche che erano considerati in violazione del trattato.
- Gli articoli dal 2 al 10 determinavano la struttura delle autorità supreme dell'Unione. Il potere legislativo, secondo il trattato, spettava al Congresso dei Soviet dell'Unione Sovietica e, tra due congressi, al Comitato esecutivo centrale dell'Unione Sovietica (CIK)(2). I delegati del Congresso dovevano essere eletti dai Soviet locali rappresentati da un delegato eletto da 25 000 votanti nelle aree urbane e da uno per 125 000 in quelle rurali (3). I delegati del Congresso sarebbero stati eletti dai locali soviet dei Gubernija, piuttosto che da quelli repubblicani (4). I congressi avrebbero avuto una cadenza annuale ma potevano essere convocati in base alla richiesta di almeno due CIK di due repubbliche o da quello dell'Unione stessa (5). Il CIK sarebbe stato l'organo principale ad esercitare le funzioni esecutive tra i Congressi: era costituito da 371 membri rappresentanti proporzionalmente la popolazione dell'Unione ed eletti dal Congresso (6). Il Comitato esecutivo centrale si sarebbe riunito regolarmente quattro volte all'anno, mentre le sessioni straordinarie potevano essere convocate su richiesta del governo (il Consiglio dei commissari del popolo) o di una delle Repubbliche costituenti (7). Il Congresso e il CIK si sarebbero riuniti nelle capitali delle Repubbliche in modo da poter essere scelto dal Presidium del CIK (8). Quest'ultimo doveva essere assegnato dal CIK, che sarebbe stato l'organo dal potere supremo tra le sue sessioni (9). Questo Presidium doveva consistere di 19 membri, con 4 presidenti, ciascuno rappresentante le quattro Repubbliche (10). Il Presidium aveva anche l'autorità di convocare una sessione irregolare del Comitato esecutivo centrale
- L'articolo 11 assegnava il potere esecutivo al Consiglio dei commissari del popolo (SNK). I membri del consiglio venivano scelti dal CIK, tra cui 10 con portafoglio (i commissariati), un presidente e i suoi deputati
- L'articolo 12 specificava le funzioni della Corte suprema dell'Unione Sovietica (sotto il controllo del CIK) e della polizia segreta, l'OGPU (posto sotto il controllo del SNK, il presidente del direttorato era anche membro del Consiglio con diritto di voto consultivo). La creazione di questi due organi era giustificata come una delle "misure per sconfiggere gli elementi criminali e controrivoluzionari"
- Gli articoli dal 13 al 17 specificavano il contesto sui procedimenti legali tra gli organi supremi dell'Unione (il CIK e il SNK) e quelli di ciascuna repubblica. Tutti i decreti del SNK dell'Unione erano effettivi in ogni repubblica (13). Venne confermato anche l'aspetto plurilinguistico dell'Unione, specificando che tutti i decreti dovevano essere stampati nella lingua ufficiale di ciascuna repubblica costituente (quindi in russo, ucraino, bielorusso, georgiano, armeno e turciche) (14). Veniva specificato inoltre che una risoluzione del SNK dell'Unione poteva essere revocata dal CIK o dal suo Presidium (16), e se un CIK repubblicano avesse scelto di contestare la risoluzione o un decreto del CIK dell'Unione, la stessa contestazione non avrebbe ostacolato l'implementazione del documento (15). Ciò sarebbe stato possibile solo in caso di evidenti violazioni delle leggi esistenti, e in questi casi, la Repubblica doveva immediatamente informare il SNK dell'Unione e il commissariato interessato (17)
- L'articolo 18 elencava le autorità che avrebbero avuto le Repubbliche e specificava i loro rispettivi Consigli dei commissari del popolo, ciascuno con un presidente, i suoi deputati, 11 con portafoglio e plenipotenziari con voti consultivi di diversi commissariati a livello dell'Unione, in particolare per gli affari esteri, la difesa, il commercio estero, trasporti e logistica
- Allo stesso tempo l'articolo 19 specificava che gli organi a livello repubblicano, il Soviet supremo dell'economia nazionale (il cui presidente doveva avere anche un seggio nel rilevante SNK repubblicano), i commissariati per il cibo, la finanza e il lavoro, come anche l'ispettorato sovietico (il Rabkrin), nonostante fossero sottoposti alle autorità repubblicane, le loro attività dovevano essere regolamentate dal CIK dell'Unione
- L'articolo 20 affrontava la questione secondo cui i bilanci delle Repubbliche avrebbe costituito il bilancio dell'Unione e tutte le uscite delle Repubbliche sarebbero state determinate dal CIK dell'Unione. Oltretutto, quest'ultimo avrebbe potuto determinare la percentuale dei profitti che ogni Repubblica avrebbe ricevuto
- Gli articoli dal 21 al 23 istituivano una singola cittadinanza sovietica (21), la simbologia dello Stato (bandiera, inno nazionale ed emblema) (22) e dichiaravano Mosca come la capitale dell'Unione (23)
- L'articolo 24 richiedeva alle Repubbliche di modificare le proprie costituzioni tenendo in considerazione i principi del trattato
- L'articolo 25 specificava che ogni emendamento, aggiunta o cambiamento al tratto poteva essere fatto solo dal Congresso dei soviet dell'Unione
- L'articolo 26 confermava la clausola nella dichiarazione dove ciascuna Repubblica aveva il diritto di poter lasciare l'Unione

## Conseguenze immediate

### Politica
Inizialmente, il trattato non turbò in modo significativo lo spettro politico. La maggior parte delle posizioni di governo degli organi supremi della RSFS Russa furono automaticamente trasferite in quelle dell'Unione. Per esempio, la carica di Presidente del Comitato centrale esecutivo di tutta l'Unione venne presa da Michail Kalinin, che avrebbe comunque mantenuto il suo posto nel CIK russo. Allo stesso modo, la posizione di Lenin come presidente del Consiglio dei commissari del popolo della RSFS Russa, che mantenne sin dalla rivoluzione, venne trasformata in quella di Presidente dell'SNK dell'Unione. Tuttavia, quando Lenin rimase malato a causa dell'ictus, entrambe le sue cariche furono prese da Aleksej Rykov agendo come capo del governo.
Anche il ruolo di Iosif Stalin come Segretario generale del Partito Comunista rimase invariato ma non la posizione del partito stesso. Prima del trattato il Partito comunista russo bolscevico aveva i propri uffici che soprintendevano le attività nelle regioni distanti (per esempio vi era l'ufficio per il Turkestan e quello transcaucasico). Dopo il trattato, il partito venne riorganizzato come il Partito Comunista di Tutta l'Unione (VKP). Mentre furono mantenuti i partiti della Repubblica, il partito della Russia non solo mantenne la sua posizione da primus inter pares ma divenne ufficialmente l'autorità suprema dell'Unione Sovietica.

### Asia centrale
Un'area dove la divisione sovietica del potere non fu risolta al momento della firma del trattato, era la già problematica Asia sovietica centrale. Importante terra di scontro durante la guerra civile russa, la regione sarebbe rimasta in seguito instabile. Il Turkestan era caduto precedentemente sotto il controllo russo tra il 1867 e il 1885. Oltretutto, a differenza degli altri confini etnici dell'ex Impero russo, dove venivano delimitati durante il periodo zarista (per esempio, la Transcaucasia perse la sua amministrazione feudale a metà del XIX secolo), le autorità sovietiche ereditarono due province che non furono mai parte de jure della Russia, l'Emirato di Bukhara e il Khanato di Khiva. Durante la guerra civile russa, entrambe condivisero il destino delle altre repubbliche, ma mantennero il loro status speciale e furono stabilite come la Repubblica Sovietica Popolare di Bukhara e Corasmia. Nonostante le vittorie di Michail Frunze, il conflitto era in corso e tutte le provincie furono sotto il controllo del movimento Basmachi nel 1922.
Per dirimere la questione in linea con la politica korenizacija, venne intrapresa una massiccia politica di delimitazione nazionale nell'Asia centrale. Il 27 ottobre 1924, il Comitato esecutivo centrale emanò un decreto con il quale le Repubbliche popolari di Bukhara, Khiva e del Turkestan furono riorganizzate nella RSS Uzbeka e Turkmena, entrambe membri dell'Unione dal 13 maggio 1925. I confini delle nuove repubbliche corrispondevano a quelli etnici, e l'Uzbekistan inizialmente comprendeva una nuova Repubblica Socialista Sovietica Autonoma Tagika, che sarebbe stata poi elevata ad una vera e propria Repubblica dell'Unione il 16 ottobre 1929, diventando la RSS Tagika.

### Costituzione sovietica
Nel gennaio del 1924, il II Congresso dei soviet dell'Unione Sovietica, che venne convocato in accordo al trattato, ratificò la prima Costituzione sovietica. Il testo costituzionale era essenzialmente il trattato riscritto ed ampliato e comprendeva anche la stessa Dichiarazione. Mentre il Trattato conteneva 26 articoli, la Costituzione era suddivisa in 11 capitoli contenenti 72 articoli.

## Conseguenza e legalità
Alcuni esperti argomentano che l'Unione originale delle Repubbliche Socialiste Sovietiche cessò di esistere come tale dopo l'adozione della Costituzione sovietica del 1936 il 5 dicembre 1936 che alterò in modo significativo la struttura interna e riorganizzò l'URSS, trasformandola da una confederazione in un vero e proprio Stato federale. Al posto del Congresso dei soviet, la nuova Costituzione creò un parlamento permanente, il Soviet supremo. Unì insieme anche la maggior parte delle autorità e soprattutto affermò il ruolo del Partito comunista come la forza motrice dietro le masse operaie dell'URSS.
Con un riguardo al Trattato originale, l'adozione della Costituzione modificò l'assetto geopolitico dell'Unione: nel 1924 furono create la RSS Turkmena e la RSS Uzbeka e cinque anni dopo nacque la RSS Tagika. Il 5 dicembre 1936, la RSFS Transcaucasica cessò di esistere e le tre repubbliche derivate da essa (RSS Armena, RSS Georgiana, RSS Azera) furono ammesse completamente all'Unione. Allo stesso tempo, la RSSA Kazaka e RSSA Kirghiza, inizialmente parte della RSSA Turkestana furono riorganizzate come Repubbliche vere e proprie.
Al preludio della seconda guerra mondiale, furono create molte nuove repubbliche prima dell'invasione tedesca dell'URSS nel 1941. La prima fu la RSS Carelo-Finlandese, elevata il 31 marzo 1941 a Repubblica dell'Unione dalla RSSA di Carelia il 31 marzo 1941 e precedentemente parte della RSFS Russa.
Dopo l'annessione dei Paesi baltici, Lituania, Lettonia ed Estonia furono trasformate nella RSS Lituana (13 luglio), RSS Lettone (21 luglio) e nella RSS Estone (anch'essa 21 luglio) e furono formalmente annesse all'Unione Sovietica rispettivamente il 3, 5 e il 6 agosto. L'ultima repubblica ad entrare nell'URSS è stata la RSS Moldava, che unì il vasto territorio della Bessarabia avuto con il Patto Molotov-Ribbentrop con la RSSA Moldava della RSS Ucraina.
Dopo la seconda guerra mondiale, non furono più stabilite altre repubbliche ma la RSS Carelo-Finlandese venne degradata a repubblica autonoma e riannessa alla RSFS Russa il 16 luglio 1956.

## Annullamento
L'8 dicembre 1991, i leader delle RSS Ucraina e Bielorussa decisero assieme alla RSFS Russa di incontrarsi per l'annullamento del trattato, determinando così l'effettiva dissoluzione dell'Unione Sovietica il 26 dicembre 1991.
Il 15 marzo 1996, la Duma di Stato della Federazione Russa espresse la sua posizione legale in relazione alla decisione del Soviet Supremo della RSFS Russa nella "denuncia del Trattato istitutivo dell'Unione Sovietica" come un atto errato e incostituzionale passato da una grave violazione della Costituzione della RSFS Russa, delle norme del diritto internazionale e della legislazione vigente.

## Cronologia
- 21 dicembre 1922 – Firma del trattato
- 30 dicembre 1922 – Ratifica del trattato, nascita dell’URSS
- 27 ottobre 1924 – Le regioni popolate da Uzbeki e Turkmeni della RSSA Turkestana (precedentemente della RSFS Russa) vengono elevate a repubbliche dell'Unione
- 16 ottobre 1929 – Viene creata la RSS Tagika dalla RSSA Tagika (precedentemente della RSFS Russa).
- 5 dicembre 1936 – Con l'adozione della Costituzione sovietica del 1936: 
  - viene divisa la RSFS Transcaucasica nelle RSS Armena, Georgiana e Azera.
  - vengono promosse la RSSA Kazaka e Kirghiza amministrate dalla RSFS Russa nelle RSS Kazaka e Kirghiza.
- 31 marzo 1940 – nel periodo successivo alla guerra d'inverno, la RSSA di Carelia e i territori ceduti dalla Finlandia (Repubblica Democratica Finlandese) sono uniti nella RSS Carelo-Finlandese
- Occupazione sovietica delle repubbliche baltiche seguita dalla loro annessione:
  - 3 agosto 1940 – La RSS Lituana viene incorporata nell'URSS.
  - 5 agosto 1940 – La RSS Lettone viene incorporata nell'URSS.
  - 6 agosto 1940 – La RSS Estone viene incorporata nell'URSS.
- 24 agosto 1940 – Viene creata la RSS Moldava dalla RSSA Moldava amministrata dall'Ucraina e il territorio della Bessarabia annesso dalla Romania
- 16 luglio 1956 – La RSS Carelo-Finlandese viene degradata a repubblica autonoma e riannessa dalla RSFS Russa
- 24 agosto 1991 - Dichiarazione d'indipendenza dell'Ucraina
- 8 dicembre 1991 – Viene concordato l'annullamento del trattato da tre delle quattro repubbliche fondatrici (Accordo di Belaveža)
- 25 dicembre 1991 – Il trattato viene annullato, scioglimento dell’URSS